# Kościół Narodzenia Najświętszej Maryi Panny w Małomicach
Kościół pw. Narodzenia Najświętszej Maryi Panny w Małomicach – parafialny kościół należąca do parafii Narodzenia Najświętszej Maryi Panny w Małomicach, dekanatu Szprotawa diecezji zielonogórsko-gorzowskiej, metropolii szczecińsko-kamieńskiej, zlokalizowany w Małomicach przy ulicy Kościelnej.

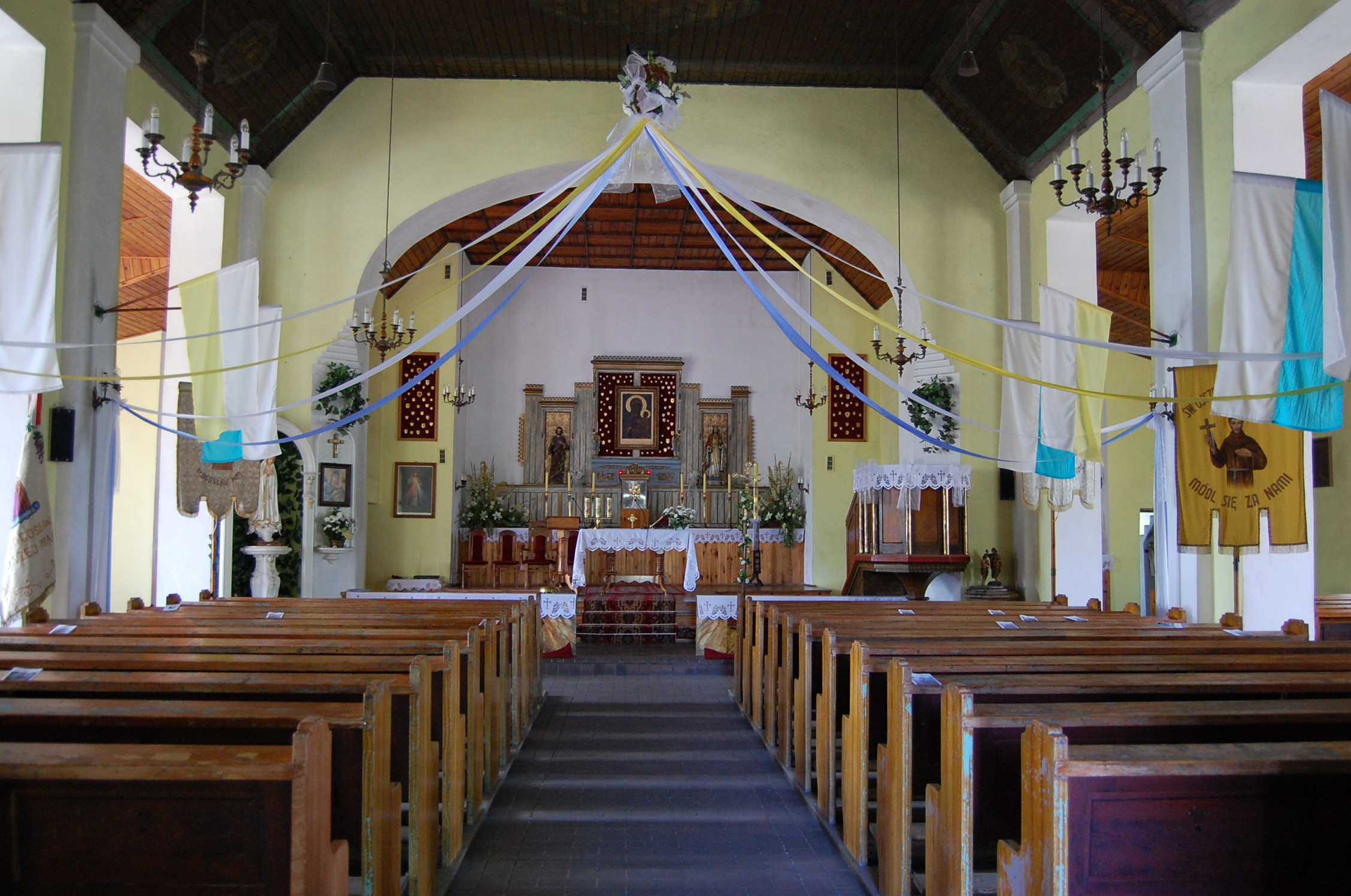
Wnętrze kościoła Narodzenia Najświętszej Maryi Panny w Małomicach

## Historia
Świątynia została konsekrowana w 1929 roku przez biskupa Valentinusa jako kościół filialny parafii w Rudawicy. Od 1948 roku pełni funkcję samodzielnej świątyni parafialnej. Kościół został rozbudowany w latach 1984-1992 ze względu na wzrost liczby wiernych.